# Lasionycteris noctivagans
Lasionycteris noctivagans је врста слепог миша из породице вечерњака (лат. Vespertilionidae).

## Распрострањење
Ареал врсте је ограничен на мањи број држава. 
Врста има станиште у Бермудским острвима, Канади, Мексику и Сједињеним Америчким Државама.

## Станиште
Станиште врсте су шуме.

## Начин живота
Врста Lasionycteris noctivagans прави гнезда.

## Угроженост
Ова врста није угрожена, и наведена је као последња брига јер има широко распрострањење. Ово је најчешћи слепи миш у шумама САД.